# 69e Reservekorps
Het Duitse 69e Reservekorps (Duits: Generalkommando LXIX. Reservekorps) was een Duits legerkorps van de Wehrmacht tijdens de Tweede Wereldoorlog. Het korps werd ingezet in Kroatië.

## Krijgsgeschiedenis

### Oprichting
Het 69e Reservekorps werd opgericht op 8 juli 1943 in Wenen in Wehrkreis XVII.

### Inzet
Het korps werd op 11 augustus 1943 naar Zagreb in Kroatië getransporteerd. Het korps werd ingezet onder de “Befehlshaber der Deutschen Truppen in Kroatien” (Banja Luka). Het korps werd voornamelijk ingezet in het gebied tussen Zagreb en Belgrado voor bescherming van de railverbindingen en acties tegen partizanen. Ook nam het korps deel aan ontwapening van Italiaanse troepen in september 1943 en aan de anti-partizaan-operaties "Herbst II," "Wildsau" en "Ferkel" (in oktober en november 1943). Het korps had op de verschillende data de volgende divisies onder bevel:

5 september 1943:  173e en 187e Reservedivisies

20 november 1943:  173e en 187e Reservedivisies en 1e Kosakkendivisie

26 december 1943:  173e en 187e Reservedivisies, 1e Kosakkendivisie en 367e Infanteriedivisie (in oprichting)

Het 69e Reservekorps werd op 20 januari 1944 in Kroatië omgedoopt naar  69e Legerkorps z.b.V..

## Bovenliggende bevelslagen
| Leger          | Legergroep     | Plaats/regio | Begin            | Eind            |
| -------------- | -------------- | ------------ | ---------------- | --------------- |
| 2. Panzerarmee | Heeresgruppe F | Kroatië      | 11 augustus 1943 | 20 januari 1944 |

## Commandanten
| Rang                   | Naam         | Begin        | Eind            |
| ---------------------- | ------------ | ------------ | --------------- |
| General der Infanterie | Ernst Dehner | 15 juli 1943 | 20 januari 1944 |